# کمیته ملی المپیک تایلند
کمیته ملی المپیک تایلند (تایلندی: คณะกรรมการโอลิมปิกแห่งประเทศไทย) یک سازمان ورزشی است که نماینده کشور تایلند در کمیته بین‌المللی المپیک می‌باشد.
این سازمان که در سال ۱۹۴۸ تأسیس شده مسئول آماده‌سازی و اعزام ورزشکاران به بازی‌های المپیک، بازی‌های المپیک جوانان و بازی‌های آسیایی است.